# Crociati e Trinitari
I Crociati e i Trinitari erano due Confraternite religiose attive a Campobasso nel XVI secolo e in frequente contrasto tra di loro. La Confraternita dei Crociati aveva il predominio sulla città, mentre la Confraternita dei Trinitari era composta dai Terrazzani che abitavano fuori dalle mura della città. Fra le due Congreghe vennero a crearsi contrasti tali da degenerare in odio. La lotta per avere la precedenza nelle due principali processioni cittadine, quella del Corpus Domini e quella del Venerdì Santo, segnò profondamente la vita della città fino al 1587, quando le confraternite strinsero un accordo di pace.

## Storia
I Crociati e Trinitari erano le due Confraternite maggiori tra quelle allora presenti a Campobasso: la prima, più antica, legata alla chiesa di Santa Maria della Croce, rappresentava i ceti tradizionali della città quindi contadini, artigiani e agricoltori; 

la seconda era legata alla chiesa della Santissima Trinità, punto di riferimento dei nuovi ceti mercantili proiettati verso la logica del commercio.

Dietro lo scontro riguardante l'ordine di uscita durante le processioni religiose si nascondeva la rivalità per la gestione delle risorse locali. 

Tutto ruotava, infatti, attorno alla volontà di affermare la supremazia di una classe sociale sull'altra.
I Crociati rivendicavano l'antica origine della loro Confraternita, risalente al XII secolo; i Trinitari, invece, si ritenevano i più ricchi ed influenti di Campobasso.
La rivalità tra le due fazioni si manifestava attraverso duelli, scontri e consuetudini come il divieto di matrimoni tra membri di congregazioni diverse.
A portare la pace nella città fu Padre Geronimo da Sorbo, venuto a Campobasso nel 1587 in occasione della Quaresima e per celebrare le prediche quotidiane. La predicazione del monaco riporterò armonia nella città e per esaltare l'evento fu avviata la costruzione della chiesa di Santa Maria della Pace in cui era esposto un quadro di Gianmaria Felice del 1597 che raffigura il momento della pace e che oggi era nella sede dell'Amministrazione Provinciale.
Nel XVII secolo venne stipulato, alla presenza del notaio Silvio De Rubertis, l'Instrumentum Concordiae nel quale furono fissate le modalità di organizzazione e partecipazione alle processioni locali.

## I Crociati
Nel XVI secolo, le pubbliche solennità  di Campobasso erano organizzate e curate dalle tre Confraternite laiche dei Crociati, dei Trinitari e di Sant'Antonio Abate o della Chiaia.
Essi godevano della precedenza negli eventi religiosi vantando l'antica origine della loro Confraternita storicamente databile intorno al XII secolo. 

 Vicino all chiesa di San Giorgio aveva sede una compagnia di Flagellanti chiamati per la loro posizione rispetto alla chiesa «Flagellanti in sul colle».

 La compagnia si espanse nel XIV secolo, quando la Confraternita si spostò più in basso in una chiesa dedicata a Santa Maria, che in ricordo della Confraternita muterà il suo nome in Santa Maria della Croce. 

 Perduta man mano la sola origine religiosa la Confraternita si affacciò nella vita comune attraverso la cura e l'assistenza dei più poveri.
Ben presto divennero un riferimento centrale per la popolazione campobassana, promuovendo le pratiche devozionali.

## I Trinitari
Nel 1504 il Conte Andrea de Capoa, feudatario di Campobasso, concesse ai suoi sudditi di poter costruire al di fuori delle mura cittadine un Tempio alla Trinità.

 Fino al XVI secolo i Trinitari erano stati esclusi dal predominio sulla città; il predominio e lo stato di supremazia era esercitato per la maggior parte dai confratelli della Croce. 

 Per entrare nella vita sociale, era necessario per i nobili immigrati riuscire ad inserirsi nella sfera religiosa della città.

 Da queste motivazioni si può spiegare la quasi immediata costituzione, intorno alla chiesa, di una nuova Confraternita, quella dei Trinitari.
Intorno alla nuova Chiesa della SS. Trinità si forma la Confraternita che, come la Confraternita dei Crociati, si dedica ad opere assistenziali, al sostegno spirituale e materiale per i più poveri.
Nel 1572 i Trinitari costruirono la chiesa di Sant'Antonio Abate (sul luogo della preesistente cappella e dell'antico Ospedale) la quale, per il suo particolare statuto, comprendeva soltanto uomini illetterati, i così detti “idioti”, fatta eccezione per il protettore annuale.

## La storia d'amore tra Delicata Civerra e Alfonso Mastrangelo
Gli scontri vanno a determinare inimicizie e distanze insanabili fra membri di Confraternite e famiglie avverse come nell'emblematica storia dell'amore tra Delicata e Fonzo.
La vicenda è stata resa storica da Pasquale Albino nel 1870 che con il tempo è stata romanzata e resa la storia d'amore più famosa della regione Molise.
Nel 1587 nasceva la storia dell'amore della crociata Delicata Civerra per il trinitario Alfonso Mastrangelo: ai due giovani era stato impedito di sposarsi perché facenti parte di due fazioni diverse.

 La giovane Delicata si trovava nella chiesa di San Giorgio martire nella città di Campobasso. Nella stessa chiesa entrò Alfonso Mastrangelo (detto Fonzo) che «sapeva ben maneggiare la spada, di bel garbo, forbito nella parola, uomo di studio»; di lui si dice che conosceva a memoria i versi del Canzoniere di Francesco Petrarca, ma anche dei poeti duecenteschi del Dolce stil novo.

 Ma i due giovani, sebbene fossero a conoscenza del profondo odio che divideva da tempo le due congregazioni, sentivano di non poter fare a meno l'uno dell'altra.
.

 Il padre di Delicata, Andrea Civerra, venne a conoscenza dei loro fugaci incontri e trascinò la figlia lontana dal Alfonso.
Delicata chiese invano perdono, ma il padre non si impietosì e la rinchiuse in una torre. 

 La torre, ossia l'attuale Torre Terzano e adiacente alla Chiesa di San Bartolomeo Apostolo, faceva parte delle mura difensive, ed è collocata sulla rampa di scale che porta verso il Castello Monforte. 

 Nella torre la ragazza ben presto si ammalò, essendo la torre un posto freddo ed umido.
Lo zio paterno di Delicata, don Nunzio Civerra, parroco di San Giorgio, «uomo dabbene, caritatevole ed umile, stimato e ben voluto sia dai Trinitari che dai Crociati»  cercò invano di far ravvedere il fratello, ma nonostante ciò pose la figlia di fronte ad una scelta: prendere in sposo un Crociato oppure prendere il velo monastico.

 Intanto Fonzo, non sopportando più di vivere nella stessa città di Delicata e al tempo stesso separato da lei, offrì la sua spada al suo Signore e partì poiché il Feudatario di Campobasso combatteva nelle Fiandre.

 Parallelamente alla storia dei due giovani, l'odio fra le due fazioni aumentava e ci furono molteplici episodi violenti.

 Si giunse così alla Quaresima del 1587, quando venne inviato a Campobasso Padre Geronimo da Sorbo accompagnato dal confratello Fra Luigi.

 Erano giunti in città per le prediche quotidiane e riuscirono a portare la pace nella città. 

 Per l'occasione, tra i festeggiamenti della popolazione, vennero celebrati sessantasette matrimoni fra giovani delle opposte Confraternite. 

 Solo Delicata, gravemente ammalata, non poté partecipare; infatti Padre Geronimo, appena venuto a conoscenza della storia della fanciulla, accorse al suo capezzale e convinse il padre a perdonarla.
Precedentemente, Alfonso, appena saputo dell'arrivo di Padre Geronimo, ritornò nella sua città. La storia narra che Fonzo venne a conoscenza della malattia di Delicata.

 La sera del 12 marzo 1587 Padre Geronimo portò i Sacramenti di matrimonio alla giovane Delicata seguito dal ragazzo che si gettò ai piedi del letto, e dopo aver preso la mano della ragazza le infilò un anello al dito, giurandole amore eterno. 

 La ragazza accennando un sorriso, gli strinse la mano e gli sussurrò poche parole prima di esalare l'ultimo respiro.

 Sabato 13 marzo 1587, Delicata fu sepolta, con solenni funerali, nella chiesa di San Giorgio a Campobasso.

 Il giovane Alfonso, invece, partì per Roma dove vestì l'abito francescano, e morì nel 1599, ancora giovanissimo.
Nella Chiesa di San Giorgio, nella navata destra era visibile, fino ai primi anni 2000, la tomba di Delicata Civerra.

 Nella parrocchia di San Leonardo esiste un libro della Chiesa di San Giorgio, che contiene le «Annotazioni dei defunti di Campobasso» dal 1514 al 1711. 

 A pag. 90, al rigo 8°, vi è riportata la data della morte di Delicata Civerra: 1587.

## Dipinto
La Provincia di Campobasso è la più antica istituzione presente sul territorio molisano e la sua sede conserva opere e oggetti cha parlano della storia del Molise.
Nel Palazzo Magno, palazzo costruito nella seconda metà del XIX secolo, è esposto il dipinto del 1592 La pace tra Crociati e Trinitari dell'artista Gianmaria Felice. che proviene dalla chiesa di Santa Maria della Pace costruita in ricordo della pace cittadina.
La tela rappresenta il momento in cui i capi delle Confraternite si abbracciano per siglare la pace sotto lo sguardo del frate cappuccino Padre Geronimo da Sorbo.
Le due figure centrali sono Prospero D'Attelis (trinitario) e Gianbattista Monacello (crociato).

 L'incontro tra le due fazioni avviene davanti al portale della chiesa di San Leonardo a Campobasso.

 Alle spalle della casata dei Crociati, che proviene dal borgo fortificato, si nota la chiesa di Santa Maria della Croce. I Crociati giungono poi nel Largo detto "della Croce", davanti alla chiesa di San Leonardo.

 I Trinitari, invece, provengono dalla chiesa della Santissima Trinità raffigurata sulla sinistra nelle sue forme originarie.
Il racconto visivo del dipinto viaggia su un doppio binario: da una parte la volontà di ritrarre e rappresentare in maniera dettagliata i volti dei protagonisti e dei luoghi dove si sono svolti i fatti, e dall'altra la volontà e la necessità di rendere il racconto semplice da interpretare e da leggere.
La ricostruzione urbanistica della città è molto forzata rispetto alla realtà come ad esempio le distanze tra le chiese in primo piano e tra il borgo medievale non rispecchiano l'effettività del centro abitato. L'inesattezza è voluta, però, per mettere in risalto i luoghi significativi di questa storia e i luoghi dei dissidi.

## Rievocazione storica
L’Associazione pro Crociati e Trinitari per le Rievocazioni Storiche Molisane è nata a Campobasso nel 1954 al fine di rievocare le vicende delle antiche Confraternite dei Crociati e dei Trinitari. 
Dal 1984, ogni anno a ridosso della festa del Santo patrono (San Giorgio) c'è un evento cittadino che rievoca la pace tra Crociati e Trinitari.

 La mattina dell'evento il corteo storico percorre i punti di interesse della storia e le strade dei quartieri centrali della città.

 Durante le soste ci sono anche brevi momenti di spettacolo da parte di un gruppo di sbandieratori. 

 Il luogo storicamente deputato alla rievocazione è la piazza della Prefettura nei pressi della Chiesa della Santissima Trinità ossia l'attuale Cattedrale.
Le opposte Confraternite, quindi, partono in contemporanea da due punti storici della città. 

 Nello specifico, la Confraternita dei Trinitari parte da via Sant'Antonio Abate; mentre da piazza San Leonardo parte la Confraternita dei Crociati. 

 L'evento inizierà con uno scontro, con suggestivi duelli e combattimenti, seguirà la pace ad opera del frate cappuccino Padre Geronimo da Sorbo.
Nella piazza della chiesa Cattedrale, appositamente addobbata per l'evento, giunge l'araldo che invita il popolo ad una pace duratura facendo riferimento agli eventi passati e luttuosi.
Si entra nel vivo della rappresentazione con l'arrivo delle due Confraternite nella piazza che sono precedute dai banditori a cavallo, seguiti dagli incappucciati, dai popolani con bandiere e dalle dame con i loro sposi.
Vengono letti i bandi di sfida, quindi due rappresentanti delle opposte fazioni, cercano di calmare i gruppi.  Vi riescono con l'aiuto dell'arciprete di San Leonardo che compare sulla scena, ma soprattutto con l'aiuto di Fra Geronimo da Sorbo, il frate cappuccino arrivato in città in occasione delle prediche quaresimali nel 1587.
Tutti i gruppi sono vestiti con costumi d'epoca: per i Crociati predomina il colore rosso sia nelle insegne che negli abiti. Nel loro stemma è presente una croce bianca; per i Trinitari il colore è il celeste, anche per quest'ultimi il colore è presente sia nelle insegne sia nelle tuniche con sopra disegnato un cerchio bianco rappresentante l'ostia.